# Gosposvetska cesta (Maribor)

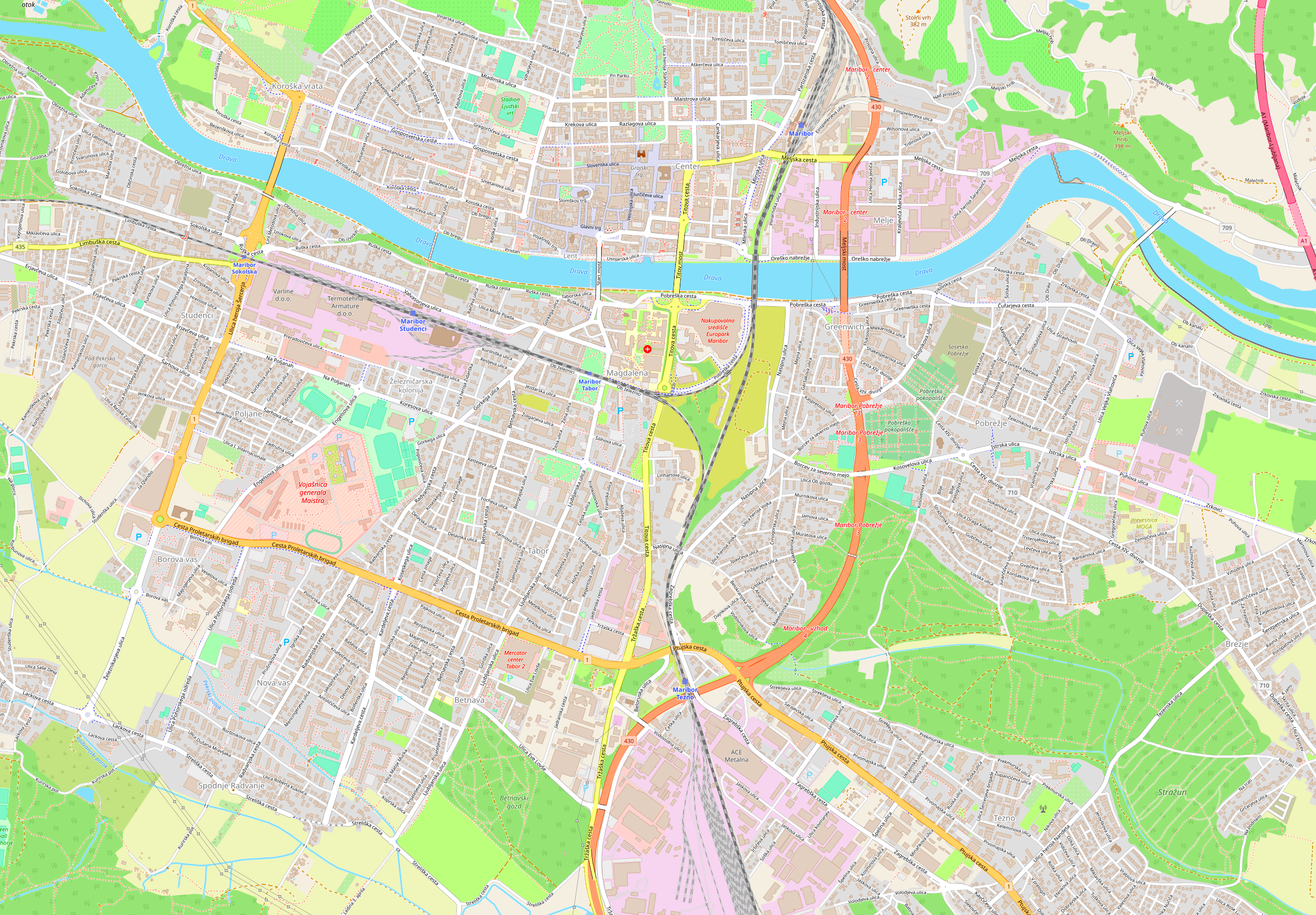

Gosposvetska cesta (deutsch sinngemäß: Liebfrauenstraße) ist der Name einer Straße in den Stadtbezirken Center und Koroška vrata von Maribor, Slowenien. Der Name Gosposvetska ist abgeleitet von Gospa Sveta (Heilige Frau), der slowenischen Ortsbezeichnung für Maria Saal bei Klagenfurt, oder von Gosposvetsko polje, dem slowenischen Namen für das Zollfeld in Kärnten, dem früheren Zentrum des slawischen Fürstentums Karantanien.

## Geschichte
Im Jahr 1876 erhielt eine neue Straße in der Kärntner-Vorstadt, die – in Verlängerung der damaligen Burggasse – von der heutigen Strossmayerjeva ulica nach Westen bis zum Exerzier-Platz nördlich der Gartenstraße (heute Prežihova ulica) führte, den Namen Klostergasse (slowenisch: Samostanska ulica). Im Jahr 1901 wurde sie bis zur Vrbanska cesta verlängert. Nach dem Zweiten Weltkrieg erhielt sie die heutige Länge.
Die Straße wurde nach dem Kloster der Schulschwestern vom Dritten Ordens des Heiligen Franziskus von Assisi in Maribor (gegründet 1869) benannt welches an der Ecke der heutigen Straße Strossmayerjeva und Gosposvetska cesta stand. Ab 1919 wurde die slowenische Form Samostanska ulica verwendet. 1930 wurde der Straßenname in Gosposvetska ulica und 1938 in Gosposvetska cesta abgeändert. 
Nach der deutschen Besetzung im April 1941 erhielt die Straße vorübergehend den Namen Klostergasse zurück und wurde im selben Jahr nach dem österreichischen Politiker Georg Schönerer (1842 bis 1921) in Schönerer-Straße umbenannt. Im Mai 1945 wurde ihr der slowenische Name Gosposvetska ulica zurückgegeben.

## Lage
Die Straße verläuft in Verlängerung der Slovenska ulica von deren Kreuzung mit der Strossmayerjeva ulica nach Westen: Sie überquert das Rondell auf Höhe der Brücke Koroški most und übernimmt ab da kurz die Funktion der Schnellstraße H1. Nach Passieren der Gebäude der Philosophischen Fakultät der Universität Maribor geht sie in die Koroška cesta über. 

## Abzweigende Straßen
Die Gosposvetska cesta berührt folgende Straßen (von Ost nach West): Prežihova ulica, Vrbanska cesta, Kajuhova ulica, Kosarjeva ulica, Turnerjeva ulica, Tomanova ulica, Hitra cesta H1.